# Colus capponius
Colus capponius är en snäckart som beskrevs av Dall 1919. Colus capponius ingår i släktet Colus och familjen valthornssnäckor. Inga underarter finns listade i Catalogue of Life.